# Rebecca of Sunnybrook Farm
Rebecca of Sunnybrook Farm (prt A Garota da Rádio) é um filme estadunidense de 1938, um drama musical dirigido por Allan Dwan e protagonizado por Shirley Temple, com roteiro de Karl Tunberg e Don Ettlinger baseado no romance Rebecca of Sunnybrook Farm, de Kate Douglas Wiggin.
Trata-se da terceira versão desse romance. Mary Pickford estrelou a primeira, em 1917, e Marian Nixon a segunda, em 1932.